# Teodora Comnena (germana d'Aleix I)
|  | Per a altres significats, vegeu «Teodora Comnena». |

Teodora Comnena fou una dama romana d'Orient, germana de l'emperador Aleix I Comnè i muller de Constantí Diògenes. Era la filla petita de Joan Comnè i Anna Dalassena i neboda de l'emperador Isaac I Comnè.
Cap al 1068–1071, contragué matrimoni amb Constantí Diògenes, fill de l'emperador Romà IV Diògenes amb la seva primera muller, neta del tsar Joan Ladislau de Bulgària. Segons la crònica de Nicèfor Brienni, l'enllaç tingué lloc poc després de la mort del pare de Teodora. El matrimoni de Teodora amb un fill de Romà IV probablement fou arranjat per la seva mare, Anna Dalassena, una dona extremament ambiciosa que s'esforçava per mantenir un vincle estret amb la família imperial i que, a través les seves maquinacions, acabaria tenint un paper important en l'ascens al tron del seu fill Aleix.
Teodora sobrevisqué al seu marit, que caigué en una batalla contra els turcs seljúcides prop d'Antioquia el 1074. En l'Alexíada, Anna Comnena l'esmenta com a «Teodora, germana de l'emperador […] vídua del fill caigut de Diògenes» quan descriu la reacció de la seva tia a un impostor que es feia passar pel seu difunt marit. Teodora es passà la resta de la seva vida com a monja amb el nom monàstic de Xènia.